# Köfering
Köfering je obec v německé spolkové zemi Bavorsko. Je součástí zemského okresu Řezno ve vládním obvodu Horní Falc. Žije zde přibližně 2 900 obyvatel.

## Geografie

### Sousední obce
| Růžice kompasu | Obertraubling |             |               | Růžice kompasu |
| Růžice kompasu |               | Sever       | Mintraching   | Růžice kompasu |
| Růžice kompasu | Köfering      |             | Mintraching   | Růžice kompasu |
| Růžice kompasu | Jih           |             | Mintraching   | Růžice kompasu |
| Růžice kompasu |               | Thalmassing | Alteglofsheim | Růžice kompasu |